# Mourning Beloveth
I Mourning Beloveth sono una band doom metal irlandese formatasi nell'inverno del 1992 sulla linea di gruppi come Anathema e My Dying Bride. Il loro stile è inquadrabile nel filone death doom: canzoni molto lente e lunghe con parti melodiche di chitarra, parti cantate divise tra clean vocals e profonde vocals gutturali.

## Storia
La band si è formata nel 1992, ma il primo demo (senza titolo) è stato realizzato solo nel 1996, con Darren Moore alla voce, Frank Brennan alla chitarra, Brian Delany al basso e Tim Johnson alla batteria. Il demo, composto da 2 tracce, fu realizzato in sole otto ore con Adrian Butler al mixer.
In seguito Butler cominciò a suonare il basso e Delany si spostò alla chitarra; con questa formazione venne realizzato, nel 1998 il secondo demo, dal titolo Autumnal Fires. Autummal Fires portò innovazioni nel sound della band, che qui introdusse le clean vocals; ai passaggi più classicamente death doom si aggiunsero lunghe partiture di pianoforte. Fu venduto in oltre 1200 copie, e contribuì alla creazione di una fama underground per i Mourning Beloveth, che nel 1999 furono di supporto ai Cathedral nel loro tour irlandese.
Il debut album, Dust, uscito nel 2001 per Bròn Records, fu accolto con entusiasmo dalla stampa inglese, anche se i Mourning Beloveth rimanevano una realtà locale. Il tour irlandese a supporto dei Cradle of Filth, ma soprattutto la pubblicazione, nel 2002, del secondo full-length, dal titolo The Sullen Sulcus, permise alla band di andare in tour prima in Europa (febbraio 2003, con Morgion e The Prophecy) e poi negli Stati Uniti (agosto 2003, con Morgion, The Prophecy e Orodruin
Il loro terzo album è A Murderous Circus. È stato pubblicato verso la fine di marzo del 2005. Un'edizione limitata contiene due bonus track e 4 live registrati a Vera, Groningen. L'album contiene cinque canzoni per un totale di 75 minuti.
Nel novembre del 2006 è stato annunciato che Adrian ha lasciato la band (a causa di un trasloco in Spagna) e venne rimpiazzato da Brendan Roche.

## Formazione

### Formazione attuale
- Darren Moore - voce
- Frank Brennan - chitarra/Voce
- Timmy Johnson - batteria
- Brian Delaney - chitarra
- Brendan Roche - basso

### Ex componenti
- Dermod Smyth - tastiere
- Adrian Butler - basso

## Discografia
- senza titolo (demo, 1996)
- Autumnal Fires (demo, 1998)
- Dust (2001)
- The Sullen Sulcus (2002)
- Dust (riedizione, 2002)
- Split con i Lunar Gate (2003)
- A Murderous Circus (2005)
- A Disease for the Ages (2008)